# Futebol de sete
O futebol de sete é uma adaptação do futebol para atletas com paralisia cerebral e outros distúrbios neurológicos, incluindo AVC e lesões traumáticas no cérebro. O desporto é dirigido pela Associação Desportiva e Recreativa Internacional de Paralisia Cerebral (CP-ISRA). O jogo decorre com regras da FIFA modificadas. Entre as modificações, há o campo de jogo reduzido, o menor número de jogadores, a eliminação da regra do fora de jogo, e os lançamentos laterais com uma só mão são permitidos. Os jogos têm duas partes de trinta minutos, com um intervalo de quinze minutos.

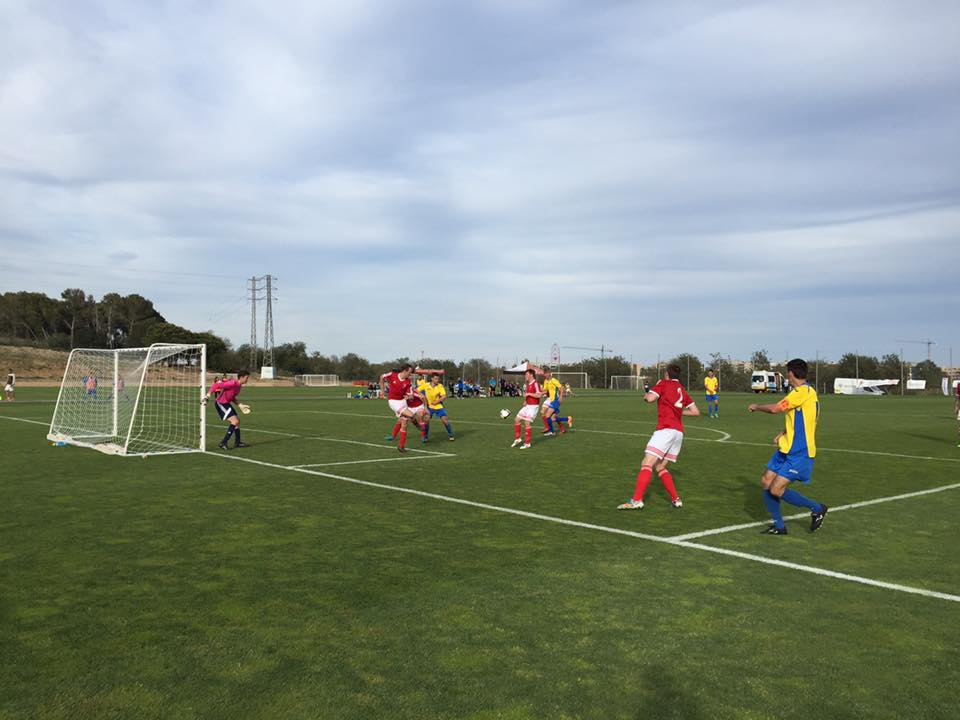
Uma partida de futebol de sete.

Os jogadores que competem no Futebol de 7 deverão estar encaixados numa classe consoante o seu nível de deficiência. As classes elegíveis são:
- C5: Atletas com dificuldades ao andar e ao correr, mas não quando sentados ou ao pontapear a bola.
- C6: Atletas com problemas de controle e coordenação nos seus membros superiores, especialmente quando correm.
- C7: Atletas com hemiplegia.
- C8: Atletas com deficiências mínimas; devem preencher os critérios de elegibilidade e ter um impedimento óbvio que tenha impacto na prática de futebol.

As equipes devem ter apenas um jogador da classe C5 ou C6 em campo todas as vezes. Não são permitidos mais de dois jogadores de classe C8 a jogar ao mesmo tempo.
As competições internacionais de Futebol de sete começaram com os Jogos Internacionais CP-ISRA de 1978, em Edimburgo, Escócia. O desporto foi adicionado aos Jogos Paralímpicos de Verão na edição de 1984, em Nova Iorque, EUA, e tem sido sempre jogado nos Jogos de Verão desde aí.
O comediante norte-americano Josh Blue foi membro da equipa dos EUA nos Jogos Paralímpicos de 2004 e nos Jogos ParaPanAmericanos de 2007.